# アイメン・アブデヌール
アイメン・アブデヌール（أيمن عبد النور、Aymen Abdennour、1989年8月6日 - ）は、チュニジア・スース出身の元サッカー選手。現役時代のポジションはディフェンダー。

## 経歴
2007年にエトワール・サヘルの下部組織に入団し、2008年にトップチームに昇格した。2010年1月14日、ヴェルダー・ブレーメンにレンタル移籍した。2011年7月、トゥールーズFCに移籍した。
2014年1月31日、ASモナコにシーズン終了までの買い取りオプション付きレンタル移籍した。
2015年8月29日、バレンシアCFと5年契約を交わした。開幕直前、マンチェスター・シティFCに引き抜かれたニコラス・オタメンディの代役としての加入だったが、チームの低調に釣られる形で自身のパフォーマンスも不出来に終わった。加入2シーズン目の2016-17シーズンは、新加入のエセキエル・ガライとエリアキム・マンガラにポジションを奪われ、リーグ戦13試合の出場に限定された。
2017年8月29日、オリンピック・マルセイユにレンタル移籍で加入することが発表された。
2019年7月11日、カイセリスポルに移籍した。
2020年9月16日、ウム・サラルSCに移籍した。
2022年8月30日、ロデーズAFに移籍した。

## 代表歴
チュニジア代表としてアフリカネイションズカップ2012に出場した。